# Катерина Емонс
Катерина Емонс (рођена Куркова; 17. новембар 1983) је чешки спортски стрелац. Учествовала је на Летњим олимпијским играма три пута. Освојила је бронзану медаљу на Летњим олимпијским играма 2004. године. На Летњим олимпијским играма 2008. године, Емонс је освојила своју прву златну медаљу у гађању ваздушном пушком на 10 метара за жене, и сребрну медаљу у дисциплини гађања пушком у три положаја на 50 метара. Поред олимпијских медаља, Емонс је освојила златне и сребрне медаље на Светском првенству у стрељаштву.

## Каријера
На почетку своје каријере, Емонс је освојила злато на Светском првенству у гађању ISSF 2002. године у такмичењу ваздушном пушком на 10 метара.
На Летњим олимпијским играма 2004. године, Емонс је освојила бронзану медаљу у такмичењу у гађању ваздушном пушком на 10 метара и завршила је на 27. месту у својој другој дисциплини, пушком на 50 метара у троставу. На Светском првенству у стрељаштву ISSF 2006. године, Емонс није успела да одбрани титулу из 2002. године, али је завршила на другом месту и освојила сребрну медаљу.
Емонс је освојила прву златну медаљу на Летњим олимпијским играма 2008. у Пекингу, испред шампиона из 2004. и фаворита такмичења, Ду Ли. Емонс је изједначила светски рекорд и поставила нови олимпијски рекорд у квалификацијама постигавши максимални резултат од 400. Затим је поставила нови олимпијски рекорд у финалу освојивши укупно 503,5 поена. Неколико дана касније, Емонс је освојила још једну олимпијску медаљу, овог пута сребрну, у дисциплини гађања пушком на 50 метара, три позиције иза шампионке Ду Ли.
Емонс је учествовала на Летњим олимпијским играма 2012. у Лондону и стигла до финала у гађању ваздушном пушком на 10 метара, али је пропустила медаљу након што је завршила на четвртом месту. Године 2015. објавила је крај своје стрељачке каријере.
Емонс је 2018. године именована за консултантског тренера стрељаштва у чешком биатлонском тиму.

## Олимпијски резултати
| Догађај                      | 2004.            | 2008.            | 2012.              |
| ---------------------------- | ---------------- | ---------------- | ------------------ |
| 50 метара пушка три позиције | 27. место 565    | Сребро 586+101,7 | 32. место 576      |
| Ваздушна пушка 10 метара     | Бронза 398+103,1 | Злато 400+103,5  | 4. место 397+103,3 |

## Лични живот
Емонс је удата за америчког олимпијског стрелца из пушке Метјуа Емонса. Упознали су се на Олимпијским играма 2004. у Атини и венчали се близу Плзења 30. јуна 2007. године. Пар има четворо деце.